# Peteosthor
Peteosthor war der Handelsname eines experimentellen Medikaments von Buchler & Co (Braunschweig), das 1945–1956 in deutschen Krankenhäusern gegen Tuberkulose und Morbus Bechterew an Patienten eingesetzt wurde. Es handelte sich um eine Mischung des radioaktiven Alphastrahlers Radium-224 („Thorium-X“) mit kolloidalem Platin und dem Farbstoff Eosin B, die von dem Bad Pyrmonter Lungenfacharzt Paul Troch entwickelt und unter seiner Leitung in zwei Krankenhäusern in Bad Pyrmont und Heidelberg eingesetzt worden war. Die ionisierende Strahlung sollte sich in den entzündlichen Läsionen anreichern und die Entzündung hemmen bzw. die Tuberkulosebakterien abtöten. Nach anfänglich aufsehenerregenden Erfolgsberichten stellte sich bald heraus, dass eine Heilwirkung nicht bestand und den Patienten stattdessen schwere Nebenwirkungen drohten. Die Langzeituntersuchungen an den behandelten Patienten ergaben um ein Vielfaches erhöhte Krebsraten, bei den Kindern außerdem schwere Wachstumsstörungen des Skeletts.